# Volčja Draga
Volčja Draga este o localitate din comuna Renče - Vogrsko, Slovenia, cu o populație de 697 de locuitori.